# St. Petersburg Kickers
St. Petersburg Kickers é uma agremiação esportiva da cidade de St. Petersburg, Flórida. Atualmente disputa a Florida Suncoast Soccer League, liga afiliada a USASA.

## História
Fundado por  Kurt Herbach em 1957,  o clube disputa a Florida Suncoast Soccer League, liga a qual já foi campeã onze vezes. Em 1989 o clube conquista seu título mais importante, a National Challenge Cup.

## Títulos
Campeão Invicto
| NACIONAIS      | NACIONAIS              | NACIONAIS | NACIONAIS        |
|                | Competição             | Títulos   | Temporadas       |
| -------------- | ---------------------- | --------- | ---------------- |
| Estados Unidos | National Challenge Cup | 1         | 1989             |
| Estados Unidos | National Amateur Cup   | 3         | 1990, 1997, 2008 |